# Organització 15 de Maig
L'Organització 15 de Maig, també coneguda com a Facció Abu Ibrahim, va ser una facció menor escindida del Front Popular per a l'Alliberament de Palestina-Operacions Externes (FPAP-OE) de Wadi Haddad fundada el 1979.

## Història

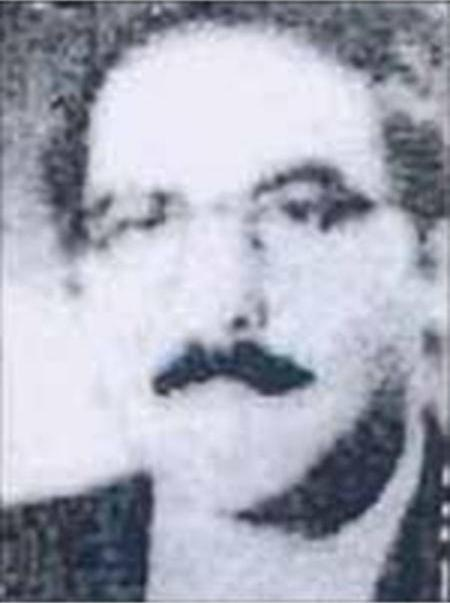
Fotografia policial en blanc i negre de Husayn Muhammad Al-Umari, el fundador de l'Organització 15 de Maig

El nom prové del 15 de maig de 1948, dia en què va acabar el Mandat Britànic sobre Palestina i va començar la guerra arabo-israeliana de 1948.
El grup estava liderat per Muhammad al-Umari (kunya: Abu Ibrahim) i se li va atribuir diversos atemptats amb bomba contra objectius internacionals a principis dels anys 1980, com ara hotels i avions, però es creu que es va dissoldre després que els seus membres s'unissin al Grup d'Operacions Especials de Fatah del coronel radicalitzat Hawari.

## Operacions
El 1980, el primer atac del grup va ser contra el Royal Hotel de Londres, Anglaterra, aparentment a causa del seu elevat nombre de clients jueus. Mohammed Zuhair, un jove palestí-iraquià de 21 anys, va viatjar des de Bagdad a un país europeu anònim i finalment va arribar a Londres amb diversos quilograms d'explosiu plàstic amagats dins de la seva maleta. Va llogar una habitació al centre del cinquè pis, on Ibrahim havia esperat que una explosió pogués causar prou danys estructurals per fer que l'edifici s'esfondrés. No obstant això, la bomba es va detonar prematurament el 17 de gener i només va matar al mateix Zuhair i va ferir a diversos hostes de l'hotel. Després de la seva mort, la seva fotografia va ser penjada en una de les cases de seguretat d'Ibrahim, i el capità Mohammed Rashid va posar al seu fill el nom de Zuhair.
El 1981, el grup va organitzar l'atemptat amb bomba contra les oficines de la companyia aèria israeliana El Al a Roma i Istanbul, així com contra les ambaixades israelianes a Atenes i Viena.
L'any següent, el grup va intentar sense èxit atemptar amb una bomba a bord del vol 830 de Pan Am a Rio de Janeiro, i després va aconseguir detonar una bomba, matant només un passatger, l'11 d'agost. Aquest darrer atac va ser orquestrat per Rashid, que va ser empresonat per les seves accions.
El 1985, el grup va reclutar el tunisià Habib Maamar per dur a terme un atemptat al boulevard Haussmann de París contra els grans magatzems Marks & Spencer, pel suport de la seva família fundadora i propietària a la causa sionista, com per exemple Joseph Sieff, i que va provocar 1 mort i 15 ferits.

## Dissolució
Es creu que l'organització estava recolzada per l'Iraq, i les autoritats estatunidenques creien que el fundador Abu Ibrahim s'hi havia traslladat després de la dissolució del grup.
Vint dies després del bombardeig fallit de Rashid, el contractista d'obres Adnan Awad es va lliurar a l'ambaixada dels Estats Units d'Amèrica a l'Aràbia Saudita i va afirmar que havia estat pressionat per unir-se al grup. Va ser lliurat als suïssos, però més tard va tornar als Estats Units per ajudar a aconseguir una acusació contra els líders de l'organització. Amb la seva ajuda, les agències d'intel·ligència americanes van determinar que va ser l'Organització 15 de Maig qui va construir la bomba a bord del vol 830 de Pan Am.
El juny de 2009, Abu Ibrahim va ser inclòs a la llista dels més buscats de l'FBI.